# Mia Versluis
Mia Versluis (8 maart 1945 – Doetinchem, 10 november 1971) was een comapatiënte, door wie voor het eerst in Nederland een landelijke discussie op gang kwam over het al dan niet in leven houden van iemand die door een medische fout in een onomkeerbaar coma raakt.

## De zaak-Mia Versluis
Versluis ging in 1966 naar het ziekenhuis om een knobbeltje aan haar hiel te laten weghalen zodat ze op haar trouwdag schoenen met hoge hakken zou kunnen dragen. Ze liet de operatie doen onder een lichte narcose, waar ze echter nooit meer uit zou ontwaken. Mia's vader voorkwam dat de behandeling werd gestaakt, wat als gevolg zou hebben dat de jonge vrouw zou sterven. Er volgde een reeks rechtszaken, waarin het ziekenhuis en de anesthesist nooit toegaven fouten te hebben gemaakt. De anesthesist kreeg van de tuchtrechter een boete opgelegd, maar de strafrechtszaak werd nooit naar behoren afgerond. Uiteindelijk stierf Mia alsnog op 10 november 1971 in een kliniek in Doetinchem.
Vader Versluis verweet het ziekenhuis dat hij nooit goed was begeleid en dat hij daardoor in 1968 geestelijk was ingestort. Hij eiste daarom schadevergoeding van het ziekenhuis wegens overtreden van een zorgvuldigheidsnorm. Zijn vordering werd uiteindelijk door de Hoge Raad afgewezen wegens ontbreken van oorzakelijkheid.
De casus Mia Versluis was begin jaren zeventig de aanleiding tot de eerste peiling onder de Nederlandse bevolking over euthanasie.